# إزالة السمية

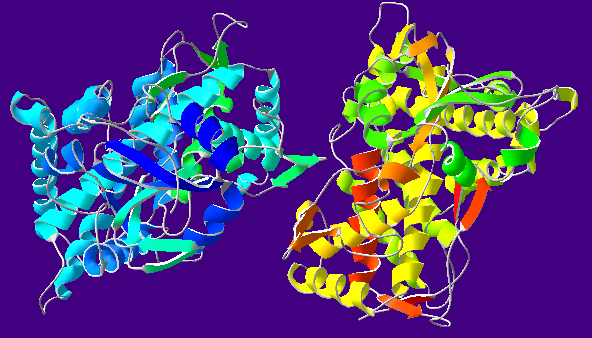

إزالة السُّمِّيَّة أو الزلسمة (نحت من: أزال السم) هي عملية الإزالة الفسيولوجية أو الطبية للمواد السامة من الكائنات الحية بما في ذلك جسم الإنسان، التي تتم أساسا من قبل الكبد. بالإضافة إلى ذلك، فإنها يمكن أن تشير إلى فترة الانسحاب والتي خلالها يعود الكائن الحي إلى التوازن بعد استخدام لمدة طويلة لمادة تسبب الإدمان. في الطب، إزالة السموم يمكن أن يتحقق عن طريق إزالة التلوث باستخراج السم واستخدام الترياق، وكذلك تقنيات مثل غسيل الكلى و (في عدد محدود من الحالات) المعالجة بالاستخلاب.
العديد من ممارسي الطب البديل يقوموا بتعزيز أنواع مختلفة من إزالة السموم مثل النظام الغذائي لإزالة السموم. ووصف العلماء هذا بأنه «مضيعة للوقت والمال». شعور عن العلم، جمعية خيرية مقرها المملكة المتحدة، قررت أن معظم هذه «الأنظمة الغذائية لإزالة السموم» تفتقر إلى أي دليل يدعمها.

## أنواع

### إزالة سُّمِّيَّة الكحول
إزالة سّمية الكحول هي العملية التي يتم فيها إعادة نظام مدمن الكحول إلى وضعه الطبيعي بعد الاعتياد على تواجد الكحول في الجسم بشكل مستمر لفترة طويلة من تعاطي الكحوليات. إدمان الكحول بشدة يؤدى إلى انخفاض نشاط المستقبلات العصبية لحمض الجاما. الانسحاب المتسرع من إدمان الكحول على المدى الطويل دون رعاية طبية يمكن أن يسبب مشاكل صحية خطيرة ويمكن أن تكون قاتلة. إزالة سمّية الكحول ليست علاجا لإدمان الكحول. بعد إزالة السموم، يجب الخضوع لعلاجات أخرى للتعامل مع الإدمان الأساسي الناتج عن تعاطي الكحول.

### إزالة سُّمِّيَّة المخدرات
يستخدم الأطباء إزالة سُّمِّيَّة المخدرات لتخفيف أو الحد من أعراض الانسحاب في الوقت الذي يتم مساعدة الشخص المدمن على التكيف مع العيش بدون تعاطي المخدرات. لا تهدف إزالة سُّمِّيَّة المخدرات لعلاج الإدمان ولكنها تمثل خطوة مبكرة في العلاج على المدى الطويل. ويمكن عمل إزالة السُّمِّيَّة أيضا في حالة النظافة من المخدرات أو يمكن وصفها كدواء وجانبا من جوانب العلاج. وغالبا ما تحدث إزالة السُّمِّيَّة للمخدرات والعلاج منها ضمن برنامج مجتمعى يستمر عدة أشهر، وتجري في أجواء سكنية بدلا من مركز طبي.
إزالة سُّمِّيَّة المخدرات تختلف تبعا لموقع العلاج، ولكن توفر معظم مراكز إزالة السموم العلاج لتجنب أعراض الانسحاب الجسدي من الكحول ومن المخدرات الأخرى. معظمها تشمل أيضا تقديم المشورة والعلاج من خلال إزالة السُّمِّيَّة للمساعدة في عواقب الانسحاب.

### إزالة السُّمِّيَّةالأيضية
أيض الحيوان يمكن أن ينتج مواد ضارة والتي يمكنها بعد ذلك أن تنتج سُّمِّيَّة أقل من خلال الحد منها، والأكسدة (التي تعرف باسم تفاعلات الأكسدة والاختزال)، اقتران وإفراز الجزيئات من الخلايا أو الأنسجة. وهذا ما يسمى الأيض الأجنبي بيولوجياً. وتشمل الإنزيمات التي تعتبر مهمة في عملية التمثيل الغذائي لإزالة السموم أوكسيديز السيتوكروم بى 450، يو دى بي-جلوكورونوسيل ترانسفيرس، والجلوتاثيون إس-ترانسفيراز. هذه العمليات يتم دراستها جيدا بشكل خاص كجزء من استقلاب الدواء، كما أنها تؤثر في الحرائك الدوائية للمخدر في الجسم.

### الطب البديل
بعض المناهج في الطب البديل تطالب بإزالة «السموم» من الجسم من خلال العلاجات العشبية أو الكهربائية أو الكهرومغناطيسية. هذه السموم غير محددة وليس لها أي أساس علمي، مما يدعو للتساؤل عن صحة هذه التقنيات. هناك القليل من الأدلة لتراكم السموم في هذه الحالات، كما في حالة قيام الكبد والكلى بإزالة السموم تلقائيا وإفراز العديد من المواد السامة بما في ذلك النفايات الأيضية. في ظل هذه النظرية إذا تم الإفراج عن السموم بسرعة كبيرة دون ان يتم القضاء عليها بأمان (كما في حالة تفاعل الدهون التي تخزن السموم) يمكنها أن تضر الجسم وتسبب الشعور بالضيق. وتشمل العلاجات الاستحمام النقيض، ووسادات إزالة السموم من القدم، وسحب الزيوت، وعلاج جيرسون، وأحجار الثعبان، وتطهير الجسم، وتطهير الخلاصة، والصوم عن الماء، والعلاج الأيضي.